# Adrian Jacobsen
Johan Adrian Jacobsen (født 9. oktober 1853 på Risø ved Tromsø, død 18. januar 1947 i Tromsø) var en norsk etnografisk samler og opdagelsesrejsende.
Efter at have taget navigationseksamen besøgte han blandt andet Grønland og Labrador som kommissionær for Carl Hagenbeck i Hamborg. 1881—83 fuldførte han, til dels under store vanskeligheder, en omfattende etnografisk indsamlingsrejse til Amerikas nordvestkyst og Alaska, hvortil han var engageret af Museum für Völkerkunde i Berlin. I erkendelse af Jacobsens fremragende egenskaber som samler udsendte museet ham allerede 1884 på en ny rejse, der førte gennem Sibirien, Korea, Japan og British Columbia. Endelig foretog han 1887—88 en tredje rejse, denne gang til de Indiske Øer. I alt har Jacobsen til Berlinermuseet indsamlet 18000 genstande. En betydelig samling er overdraget til Field Columbian-museet i Chicago; en værdifuld privatsamling skænkede han 1908 til universitetet i Kristiania. Adskillige afhandlinger af ham er trykt i tyske og amerikanske tidsskrifter, og på grundlag af hans optegnelser og meddelelser foreligger desuden Adrian Woldt, Capitän Jacobsens Reise an der Nordwestküste Amerikas (1884; norsk oversættelse 1887), samt Reise in die Inselwelt des Bandameeres, bearb. v. Roland (1896).